# Hormoschista
Hormoschista là một chi bướm đêm thuộc họ Erebidae.

## Các loài
- Hormoschista latipalpis Walker, 1858